# June Eric-Udorie
June Eric-Udorie (sinh ngày 18 tháng 6 năm 1998) là một nhà văn và nhà vận động nữ quyền có trụ sở tại Vương quốc Anh. Cô là một nhà báo và blogger cho The Guardian và New Statesman cũng như Cosmopolitan. Năm 2016, BBC đã đưa cô vào danh sách 100 Women cho "Phụ nữ truyền cảm hứng và có ảnh hưởng cho năm 2016".

## Cuộc sống ban đầu và công trình
Mặc dù là người gốc Nigeria, Eric-Udorie sinh ra ở Ireland và đang sống và làm việc tại Vương quốc Anh, nơi cô chuyển đến khi cô 10 tuổi. Cô theo học trường Downe House ở Thatcham, Berkshire.
Eric-Udorie đã chạy một bản kiến nghị và quản lý để có được nghiên cứu về nữ quyền được thêm vào chương trình giảng dạy chính trị cấp A ở Anh. Cô là thành viên của Hội đồng tư vấn thanh thiếu niên của Plan UK và Đại sứ FGM cho Plan UK, người mà cô ấy vận động chống lại sự cắt âm vật.
Eric-Udorie là Cán bộ báo chí trẻ về tích hợp Bristol và được tạp chí Red đề cử cho giải thưởng Phụ nữ thông minh của năm vào năm 2015. Cô đã được đề cử cho cuộc bình luận trẻ của năm 2015 cũng như giải thưởng Words By Women năm 2015 và giải thưởng PRECIOUS cho vai trò lãnh đạo.
Cô đã được chọn làm biên tập viên thực tập cho Random House.